# Johann Friedrich Malotki von Trzebiatowsky
Johann Friedrich Malotki von Trzebiatowsky (* 18. September 1784 in Prenzlau; † 24. März 1854 in Witoldowo, Bezirk Bromberg) war ein deutscher Landrat.

## Leben

### Herkunft und Familie
Johann Friedrich war Angehöriger des pommerschen Adelsgeschlechts von Malotki. Seine Eltern waren der preußische Rittergutsbesitzer und Rittmeister Johann Friedrich Malotki von Trzebiatowski († 1794) und dessen Ehefrau Tugendreich Sophie Friederike von Münchow († 1803). Am 29. Mai 1818 heiratete er in Iserlohn Frederika Amalia Schrimpff. Der preußische Generalmajor Friedrich Wilhelm Malotki von Trzebiatowski war sein jüngerer Bruder.

### Beruflicher Werdegang
1797 trat er in das Regiment von Kleist ein, wurde hier am 14. Januar 1804 zum Secondeleutnant befördert und war bis zur Entlassung aus Gesundheitsgründen am 9. November 1810 im Grenadier-Bataillon von Hülsen eingesetzt. Ab April 1813 war er Hauptmann und Kompaniechef beim 5. Kurmärkischen Landwehr-Infanterie-Regiment und wurde am 8. August 1814 Kreisbrigadier der Gendarmerie in Hagen, später in Arnsberg. Sein Abschied aus der Gendarmerie hatte er am 30. Dezember 1820 im Rang eines Major erhalten.
Am 23. September 1823 wurde er – nachdem er sich mehrmals um die Übertragung des Amtes bemüht hatte – zum Landrat des Kreises Wiedenbrück ernannt. In diesem Amt blieb er bis zum 1. Dezember 1848, als er um die Versetzung in den Ruhestand bat.

### Ehrungen
- Roter Adlerorden III. Klasse mit der Schleife